# Transabdominale Peritoneumplastik
Die transabdominale Peritoneumplastik, kurz TAPP, ist eine bestimmte Methode zur operativen Versorgung eines Leistenbruchs. In minimalinvasiver Operationstechnik (MIC; Knopflochchirurgie) wird ein Netz vom Bauchraum aus (transabdominal) nach Eröffnen des Bauchfells vor dieses (präperitoneal) auf die Bruchpforte platziert.